# 1985年11月12日日食
1985年11月12日日食是一次日全食，發生於1985年11月12日（東半球大多為11月13日）。新月當天（即朔日），地球上觀測到月球和太阳的角距離極小，此時月球如果恰好在月球交點附近，穿過太阳和地球之間，與地球、太阳接近一直線，則會出現日食。月球本影接觸地表而使該區域完全得不到陽光，就會形成日全食，同時在本影兩側數千公里的半影範圍內遮擋部分陽光，形成日偏食。此次日全食經過了南极洲維多利亞地，日偏食則覆蓋了南极洲的絕大部分、南美洲南部及周邊部分地區。

## 日食概況

### 出現區域
新西兰查塔姆群島東南約2300公里的南太平洋洋面，在日出時最先看到日全食，隨後月球本影向東南移動，又逐漸轉向西南，在南极洲玛丽·伯德地海岸以北約710公里的南冰洋洋面達到最大食分。此後本影又逐漸轉向西北移動，在即將離開地表前劃過南极洲維多利亞地東北部，最終結束於維多利亞地沿岸附近的南冰洋洋面，在當地日出時分離開地球表面。全食帶未覆蓋任何南極科學考察站。
除了狹窄的全食帶內能看見日全食之外，月球半影覆蓋範圍內都能看到日偏食，包括南极洲除靠近澳大利亚的沿岸地區外的大部分、皮特凯恩群岛、復活節島、智利除北端外的大部、阿根廷中南部、福克兰群岛、南乔治亚和南桑威奇群岛。
月球在其軌道上自西向東轉動，發生日食時，月球在地球表面的陰影也大多自西向東移動，而從地球上看，太阳的西側先被月球遮掩，然後逐漸向東。但此次日食發生在南半球的夏季，地軸南端向太阳方向傾斜，月球本影離開地球時位於晨昏圈最南端附近的區域，因而全食帶的南半段，以及全食帶南半段附近被半影覆蓋、看到日偏食的區域內，月影在地表自東向西移動，地面上看到的太阳東側最先被月球遮掩。一般日食開始於晨線，結束於昏線，即在最後看到日食的地方，日食出現在日落時分，而此次日全食開始和結束均在晨線上，其中南极洲維多利亞地沿岸附近的洋面最後看到日全食的地方是夏季白晝很長的高緯度地區。此外，全食帶經過的南极洲和南太平洋洋面均沒有確定使用的时区，且南极洲許多區域處於極晝，僅從地理位置上看，南极洲的日全食均發生於11月13日凌晨，而在南太平洋，全食帶大部分位於國際日期變更線以東，日全食發生於11月12日凌晨，剩下的部分在該線以西，日全食發生於11月13日凌晨。而對於日偏食區域，無確定时区的南极洲發生於11月12日或11月13日，有的地區甚至從11月12日子夜前不久開始，在11月13日凌晨結束，而大洋洲和南美洲部分位於國際日期變更線以東，在11月12日看到日偏食。

### 基本參數
- 類型：日全食
- 食甚中心處（位於南极洲玛丽·伯德地海岸以北約710公里的南冰洋）資料：
  - 時間：1985年11月12日14:10:32.1
  - 地點：68°32.9′S 142°40.0′W / 68.5483°S 142.6667°W
  - 食分：1.0388（全食帶內最大）
  - 日全食持續時間：1分58.6秒

## 相關的日月食

### 月全食
1985年10月28日的月全食在本次日全食之前半個月發生，同屬一個食季。這是自1968年9月22日的日全食和1968年10月6日的月全食以來首次出現一個食季中的日食和月食均為全食，即日全食和月全食相隔僅半個月相繼發生，而下一次出現則要等到2003年11月9日的月全食和2003年11月23日的日全食。

### 1982-1985年的日食
月球交替位於相對的月球交點時，以半個交點年（食年），即約177天又4小時間隔出現下列日食。
註：1982年1月25日和1982年7月20日的日偏食屬於上一組交點年系列。
| 升交點   | 升交點                   |                            | 降交點                    | 降交點 |
| 沙羅週期 | 地圖                     | 沙羅週期                   | 地圖                      |        |
| 117      | 1982年6月21日 偏食（南） | 122                        | 1982年12月15日 偏食（北） |        |
| 127      | 1983年6月11日 全食       | 132                        | 1983年12月4日 環食        |        |
| 137      | 1984年5月30日 環食       | 142 新西兰吉斯伯恩的日偏食 | 1984年11月22日 全食       |        |
| 147      | 1985年5月19日 偏食（北） | 152                        | 1985年11月12日 全食       |        |

### 沙羅周期
沙羅周期長度為18年11天。本次日食屬於沙羅周期152，共包含70次日食，依次為1805年7月26日至1949年10月21日的9次日偏食、1967年11月2日至2490年9月14日的30次日全食、2508年9月26日至2544年10月17日的3次全環食（亦稱混合食）、2562年10月29日至2923年6月5日的22次日環食、2941年6月16日至3049年8月20日的6次日偏食，總共歷時1244.08年。其中最長的全食發生於2328年6月9日，共持續5分16秒。
下表列舉了1901年至2100年間發生的屬於該周期的11次日食，是第7至17次：
| 7             | 8              | 9              |
| ------------- | -------------- | -------------- |
| 1913年9月30日 | 1931年10月11日 | 1949年10月21日 |
| 10            | 11             | 12             |
| 1967年11月2日 | 1985年11月12日 | 2003年11月23日 |
| 13            | 14             | 15             |
| 2021年12月4日 | 2039年12月15日 | 2057年12月26日 |
| 16            | 17             |                |
| 2076年1月6日  | 2094年1月16日  |                |

## 資料來源
1. ↑  樊忠玉. . 中国天文科普网.   [2016-02-27]. （原始内容存档于2014-09-17）.
2. 1 2  Fred Espenak. . NASA Eclipse Web Site.   [2016-02-27]. （原始内容存档于2020-10-24）.（英文）
3. ↑  Fred Espenak. . NASA Eclipse Web Site.   [2016-02-27]. （原始内容存档于2020-10-20）.（英文）
4. ↑  Xavier M. Jubier. .   [2016-02-27]. （原始内容存档于2016-03-04）.（法文）（英文）
5. ↑  Fred Espenak. . NASA Eclipse Web Site.   [2016-02-27]. （原始内容存档于2008-08-29）.（英文）
6. ↑  Fred Espenak. . NASA Eclipse Web Site.（英文）

## 外部連結
- NASA日食專頁（页面存档备份，存于）（英文）
- 可見區域圖和時間統計：由弗雷德·埃斯佩纳克做出的日食預報，NASA/GSFC
  - Google互動地圖呈現的日食範圍
  - 貝塞爾元素
- Google地圖顯示的日全食和日偏食範圍（页面存档备份，存于）（法文）（英文）

| \| \| 日食 \|                             |                               |                                          |
| 上一次日食： 1985年5月19日日食 （日偏食） | 1985年11月12日日食 （日全食） | 下一次日食： 1986年4月9日日食 （日偏食） |
| 上一次日全食： 1984年11月22日日食         | 1985年11月12日日食 （日全食） | 下一次日全食： 1988年3月18日日食         |
|                                           | 日食                          |                                          |